# Grupa Wagner
Grupa Wagner (rus. Группа Вагнера) ruska je privatna paravojna organizacija. Neki izvori tvrde da bi mogla biti bliska predsjedniku Ruske Federacije Vladimiru Putinu. U Ruskoj Federaciji Wagner djeluje suprotno važećim zakonskim propisima koji službeno zabranjuju privatne vojne organizacije. Razni elementi grupe „Wagner“ povezuju se s neonacistima i ekstremizmom.

## Povijest djelovanja
Grupa „Wagner“ sudjelovala je u ratu u Donbasu u Ukrajini, gdje je pomagala separatističkim paravojskama samoproglašenih DNR-u i LNR-u od 2014. do 2015. godine. Njezini borci navodno su sudjelovali u raznim sukobima širom svijeta, uključujući građanske ratove u Libiji, Siriji, Srednjoafričkoj Republici i Maliju. U spomenutim sukobima, pripadnike Wagnera povezivalo se s nizom zločina. U jednomu takvom zločinu počinjenu u Siriji, čija se snimka pojavila na internetu, pripadnici Wagnera su Sirijca Hamadija Boutu optužili za dezerterstvo nakon čega su ga brutalno mučili i na kraju mu odrubili glavu.
Smatra se da je Grupa „Wagner“ bila u vlasništvu ruskoga oligarha Jevgenija Prigožina ili bila financijski povezana sa njegovim poslovnim djelatnostima. Wagner je sudionik u Invaziji Rusije na Ukrajinu, između ostaloga, u Bitci za Bahmut.

## Vanjske poveznice
- Insajder iz moskovskog podzemlja: ‘Ovo je prava istina o Putinovu odredu smrti, grupi Wagner‘
- Pripadnici grupe Wagner, vojske plaćenih ubojica, ubačeni su u Kijev da likvidiraju Zelenskog i Klička. Evo tko stoji iza zločinačke ‘zaštitarske tvrtke‘ u kojoj su i plaćenici iz Srbije i BiH